# ADM 형식
아노윗-데세르-미스너 수식 체계(Arnowitt-Deser-Misner數式體系, 영어: Arnowitt–Deser–Misner formalism, 약자 ADM 수식 체계)는 일반 상대성 이론을 해밀턴 역학으로 표현하는 방법이다. 시공간에 공간적 엽층을 준 뒤, 엽층의 각 잎의 (시공의 부분 다양체로서) 유도된 계량 텐서에 대하여 일반화 운동량을 정의한다. 잎의 계량 텐서 및 그 운동량에 포함되지 않는 (질량 껍질 밖) 자유도는 라그랑주 승수 꼴로 나타나, 이론에 제약을 준다.

## 전개
그리스 문자 첨자 {\displaystyle \mu ,\nu ,\dots =0,1,\dots ,D}는 {\displaystyle D+1}차원 시공간을, 로마자 첨자 {\displaystyle i,j,\dots =1,\dots ,D}는 {\displaystyle D}차원 공간만을 나타낸다. 여기서는 −+++ 계량 부호수를 쓴다. 편의상 {\displaystyle c=1}로 놓자.

### 계량 텐서의 분해
{\displaystyle D+1}차원에서, 일반 상대성 이론의 동적 변수는 대칭 텐서인 계량 텐서 {\displaystyle g_{\mu \nu }^{(D+1)}}의 {\displaystyle (D+1)(D+2)/2}개의 성분들이다. 그러나 일반 상대성 이론은 임의의 미분 동형 사상을 게이지 대칭으로 가지며, 이는 (국소적으로) {\displaystyle x^{\mu }\mapsto x^{\mu }+\delta x^{\mu }}와 같은 꼴이므로, {\displaystyle g_{\mu \nu }^{(D+1)}}의 성분 가운데 {\displaystyle D+1}개는 게이지 변환을 통해 흡수될 수 있으며, 따라서 실제 동적인 장들은 그 가운데
{\displaystyle {\frac {1}{2}}(D+1)(D+2)-(D+1)={\frac {1}{2}}D(D+1)}
개이다. 즉, 계량 텐서를 다음과 같은 꼴로 표시할 수 있다.:(3.9a), (3.10), (3.11a), (3.11b)
{\displaystyle g_{\mu \nu }^{(D+1)}={\begin{pmatrix}g^{ij}N_{i}N_{j}-N^{2}&N_{i}\\N_{i}&g_{ij}\end{pmatrix}}}
{\displaystyle g_{(D+1)}^{\mu \nu }={\begin{pmatrix}-1/N^{2}&g^{ij}N_{j}N^{2}\\g^{ij}N_{j}/N^{2}&g^{ij}-g^{im}g^{jn}N_{m}N_{n}/N^{2}\end{pmatrix}}}
여기서 보조장 {\displaystyle N}과 {\displaystyle (N_{i})_{i=1,\dots ,D}}는 각각 경과장(經過場, 영어: lapse 랩스[*]) 및 이동장(移動場, 영어: shift 시프트[*])이라고 불린다. {\displaystyle (g^{ij})_{i,j=1,\dots ,D})}는 {\displaystyle (g_{ij})_{i,j=1,\dots ,D}}의 역행렬이다(특히, {\displaystyle (g_{\mu \nu }^{(D+1)})_{\mu ,\nu =0,\dots ,D})}의 역행렬의 성분이 아니다). {\displaystyle g_{(D+1)}^{0,0}}는 {\displaystyle (g_{\mu \nu }^{(D+1)})_{\mu ,\nu =0,\dots ,D}}의 역행렬의 한 성분이다.
이 경우, {\displaystyle D+1}차원 계량 텐서의 행렬식은 다음과 같다.:(3.12)
{\displaystyle -\det(g_{\mu \nu })=N^{2}\det(g_{ij})}
즉, 경과장 {\displaystyle N}은 {\displaystyle D+1}차원 계량으로 측정한 {\displaystyle D+1}차원 초부피 원소(야코비 행렬식)와 {\displaystyle D}차원 계량으로 측정한 {\displaystyle D}차원 부피 원소(야코비 행렬식)의 비이다.
이러한 분해는 전자기 퍼텐셜 {\displaystyle A_{\mu }=(A_{0},A_{i})}의 분해와 마찬가지다. 전자기학에서 {\displaystyle A_{0}}가 게이지 변환에 의하여 라그랑주 승수 보조장이 되는 것처럼, {\displaystyle N}과 {\displaystyle N_{i}} 역시 마찬가지 역할을 한다.

### 운동량과 작용
일반 상대성 이론은 아인슈타인-힐베르트 작용으로 나타낼 수 있다.
{\displaystyle 16\pi G{\mathcal {L}}={\sqrt {-\det(g_{\mu \nu }^{(D+1)})}}R^{(D+1)}}
여기서 {\displaystyle g_{\mu \nu }}는 계량 텐서, {\displaystyle R^{(D+1)}}은 {\displaystyle g_{\mu \nu }^{(D+1)}}로 계산한 리치 스칼라다.
이제 편의상 {\displaystyle D+1=3+1}인 경우만을 생각하자.
{\displaystyle g_{ij}}에 대한 일반화 운동량 {\displaystyle \pi ^{ij}}를 계산하면 다음과 같다.
{\displaystyle \pi ^{ij}={\frac {\delta {\mathcal {L}}}{\delta ({\dot {g}}_{ij})}}={\frac {1}{16\pi G}}{\sqrt {-\det g_{\mu \nu }}}\left(\Gamma _{pq}^{0}-g_{pq}\Gamma _{rs}^{0}g^{rs}\right)g^{ip}g^{jq}}
{\displaystyle g_{ij}}에 대하여 해밀토니언을 정의하자. 그렇다면 작용은 다음과 같다.
{\displaystyle 16\pi G{\mathcal {L}}=-g_{ij}{\dot {\pi }}^{ij}-NH-N_{i}P^{i}+\partial _{i}(\cdots )^{i}}
여기서
{\displaystyle H=-{\frac {1}{16\pi G}}{\sqrt {-\det g_{ij}}}\left(R+{\frac {1}{\det g_{ij}}}\left({\frac {1}{2}}(\det \pi ^{ij})^{2}-\pi ^{ij}\pi _{ij}\right)\right)}
{\displaystyle P^{i}=-{\frac {1}{8\pi G}}\nabla _{j}\pi ^{ij}}
이다. 즉 {\displaystyle N}과 {\displaystyle N_{i}}는 라그랑주 승수가 되며, 그 운동 방정식에 따라 {\displaystyle H=P^{i}=0}이다.

## 성질

### 운동 방정식
{\displaystyle g_{ij}} 및 {\displaystyle \pi ^{ij}}에 대한 오일러-라그랑주 방정식은 다음과 같다.
{\displaystyle {\dot {g}}_{ij}=2Ng^{-1/2}\left(\pi _{ij}-{\frac {1}{2}}\pi g_{ij}\right)+2\nabla _{(i;j)}}
{\displaystyle {\dot {\pi }}^{ij}=-N{\sqrt {\det(g_{ij})}}(R^{ij}-{\frac {1}{2}}Rg^{ij})+{\frac {1}{2}}N(\det(g_{ij}))^{-1/2}g^{ij}(\pi ^{mn}\pi _{mn}-{\frac {1}{2}}\pi ^{2})-2Ng^{-1/2}(\pi ^{in}\pi _{n}{}^{j}-{\frac {1}{2}}\pi \pi ^{ij})}
{\displaystyle -{\sqrt {\det(g_{ij})}}(\nabla ^{i}\nabla ^{j}N-g^{ij}\nabla ^{2}N)+\nabla _{n}(\pi ^{ij}N^{n})-2\pi ^{n(i}\nabla _{n}N^{j)}}
보조장들에 대한 운동 방정식은 다음과 같다.
{\displaystyle H=0}
{\displaystyle P^{i}=0}
이들은 위상 공간의 제약을 나타내며, 전자기장의 가우스 법칙 제약과 유사하다. 보조장 {\displaystyle N} 및 {\displaystyle N_{i}} 자체는 임의로 값을 줄 수 있다. 이는 일반 상대성 이론에서 미분 동형 사상 대칭이 게이지 대칭이기 때문이다.

### 위상 공간
일반적으로, {\displaystyle d+1}차원 시공간 {\displaystyle \Sigma \times \mathbb {R} }에서, ADM 수식 체계에 의한, 일반 상대성 이론의 위상 공간은 {\displaystyle \Sigma } 위의 매끄러운 올다발의 매끄러운 단면의 공간이다. 이 올다발의 올의 차원은 {\displaystyle (d+1)(d-2)}이다.:§2 이는 다음과 같이 얻어진다.
| 설명                                                  | 성분                                             |
| ----------------------------------------------------- | ------------------------------------------------ |
| 계량 텐서 {\displaystyle g_{ij}} 및 그 일반화 운동량  | {\displaystyle d(d+1)}                           |
| 에너지 제약 {\displaystyle H=0} 및 그 게이지 조건     | −2                                               |
| 운동량 제약 {\displaystyle P^{i}=0} 및 그 게이지 조건 | {\displaystyle -2d}                              |
| 계                                                    | {\displaystyle d(d+1)-2-2d=d^{2}-d-2=(d+1)(d-2)} |

## 역사

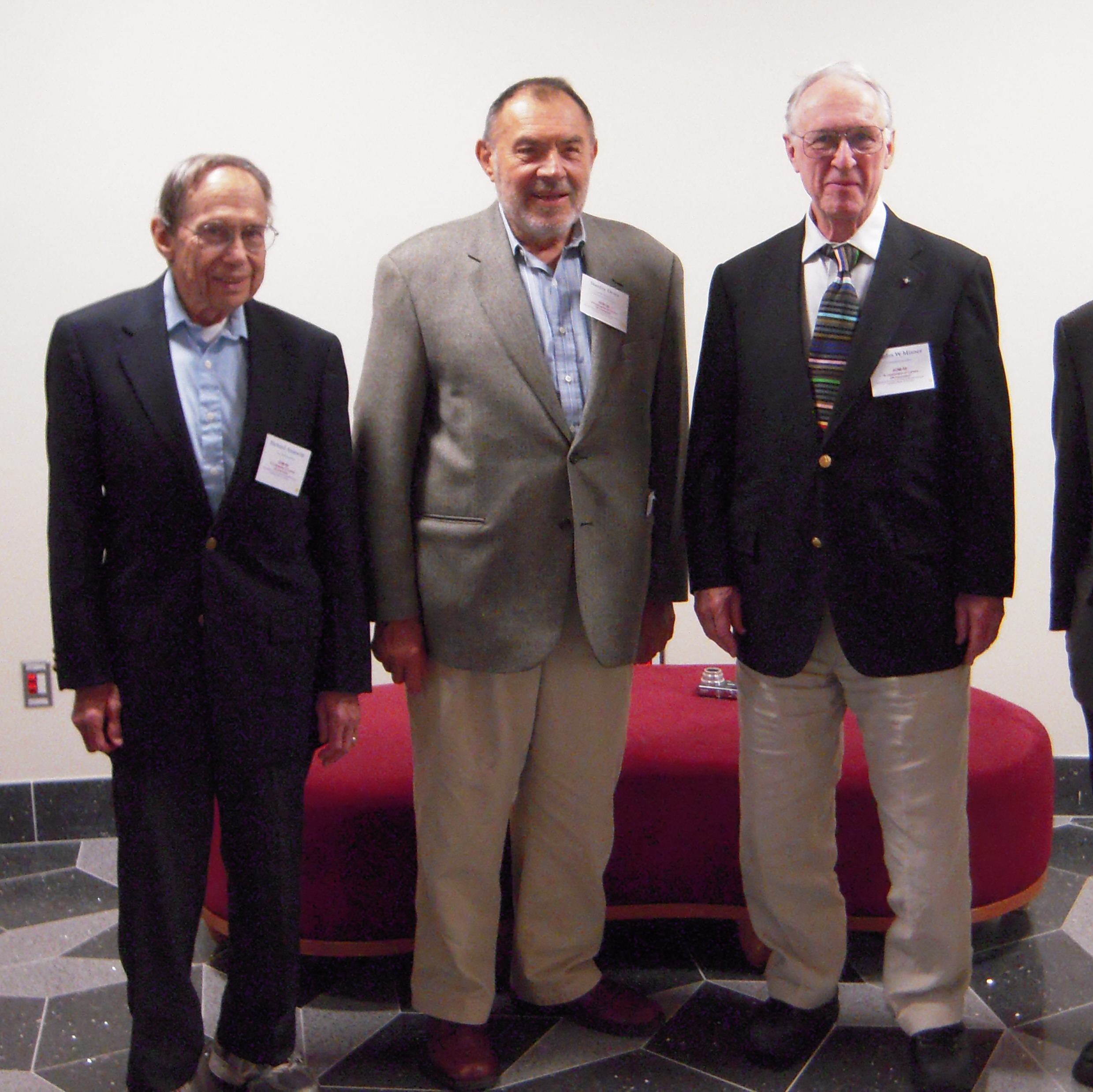
아노윗 (左) · 데세르 (中) · 미스너 (右). 2009년 사진

리처드 루이스 아노윗(영어: Richard Lewis Arnowitt, 1928~2014) · 스탠리 데세르(폴란드어: Stanley Deser, 1931~) · 찰스 미스너(영어: Charles W. Misner, 1932~)가 1959년~1961년에 도입하였다.

## 같이 보기
- 정준좌표